# Guangyuan
Guangyuan (chinesisch 广元, Pinyin Guǎngyuán) ist eine bezirksfreie Stadt im Nordosten der chinesischen Provinz Sichuan. Sie hat eine Fläche von 16.314 Quadratkilometern und zählt 2.305.657 Einwohner (Stand: Zensus 2020). In dem eigentlichen städtischen Siedlungsgebiet leben 550.000 Menschen (Stand: Zensus 2020). Hauptort und Regierungssitz ist der Stadtbezirk Lizhou (der vormalige Stadtbezirk Shizhong (Stadtmitte)). Die Eisenbahnstrecke Baoji-Chengdu verläuft durch ihr Gebiet.
Die im Stadtgebiet gelegenen Felsskulpturen des Huangze-Klosters (广元千佛崖摩崖造像), die Tausend-Buddha-Felsskulpturen von Guanyuan (广元千佛崖摩崖造像) und die Jianmen Shudao-Stätte (剑门蜀道遗址) stehen auf der Liste der Denkmäler der Volksrepublik China.
Die Stadt wurde am 12. Mai 2008 von einem schweren Erdbeben getroffen.

## Administrative Gliederung
Auf Kreisebene setzt sich die bezirksfreie Stadt Guangyuan aus drei Stadtbezirken und vier Kreisen zusammen. Diese sind (Stand: Zensus 2020):
- Stadtbezirk Lizhou – 利州区 Lìzhōu Qū (vormals Stadtbezirk Shizhong (Stadtmitte) – 市中区 Shìzhōng Qū), 1.531 km², 621.978 Einwohner;
- Stadtbezirk Zhaohua – 昭化区 Zhàohuà Qū, 1.429 km², 134.202 Einwohner;
- Stadtbezirk Chaotian – 朝天区 Cháotiān Qū, 1.461 km², 126.506 Einwohner;
- Kreis Wangcang – 旺苍县 Wàngcāng Xiàn, 2.995 km², 330.108 Einwohner;
- Kreis Qingchuan – 青川县 Qīngchuān Xiàn, 3.215 km², 156.387 Einwohner;
- Kreis Jiange – 剑阁县 Jiàngé Xiàn, 3.203 km², 423.859 Einwohner;
- Kreis Cangxi – 苍溪县 Cāngxī Xiàn, 2.332 km², 512.617 Einwohner.

## Persönlichkeiten
- Baoshu (* 1980), Science-Fiction-Schriftsteller